# Gueule d'amour
Gueule d'amour és una pel·lícula dramàtica francesa del 1937 dirigida per Jean Grémillon i protagonitzada per Jean Gabin. La pel·lícula fou seleccionada per ser projectada com a part de la secció Cannes Classics al 69è Festival Internacional de Cinema de Canes.

## Sinopsi
1936: Lucien Bourrache és un soldat ben plantat del regiment de spahis d'Aurenja. Amb el seu magnífic uniforme, trenca tots els cors de la seva ciutat de guarnició, cosa que li va valer el sobrenom de "Gueule d'amour".
Un vespre, de permís a Canes, s'enamora d'una bella dona rica, amb qui viurà una història feta d'expectatives, després de simple felicitat, i finalment de caiguda cada cop més seriosa amb el temps que revela el caràcter insuperable de la seva diferència d'entorn.

## Repartiment
- Jean Gabin com Lucien Bourrache, 'Gueule d'Amour'
- Mireille Balin com a Madeleine
- Pierre Etchepare com a propietari de l'hotel
- Henri Poupon com a Monsieur Pebbles
- Jean Aymé com el valet
- Pierre Magnier com a comandant
- Marguerite Deval com a Madame Courtois
- René Lefèvre com a René
- Jane Marken com a Madame Cailloux (com a Jeanne Marken)
- Paulette Noizeux
- André Siméon com a director del restaurant
- Pierre Labry com a impressor
- Lucien Dayle com a client
- Louis Florencie com a cambrer
- Paul Fournier com a client
- André Carnège com a capità
- Maurice Baquet com el soldat malalt
- Frédéric Mariotti com a le cantonnier